# Formación North Horn
La Formación North Horn es una formación geológica datada alrededor de 70 a 60 millones de años atrás en el Maastrichtiense y el Paleógeno durante el Cretácico superior y principios del Terciario, el estado de Utah, en Estados Unidos. En la litografía predominan las rocas de carbón con piedra arenisca en segundo término. La secuencia consiste en principalmente en rocas de carbón finamente mezcladas, con gran cantidad de materia orgánica y las rocas del carbonato mezcladas con piedras areniscas y carbones finos. Representa un paleoambiente de lagos bajos y corrientes efímeras que terminan humedales cenagosos.

## Paleoflora

### Algas
- Plantae
  - Charophyta
    - Platychara compressa
    - Retusochara sp.
    - Porochara sp.
    - Strobilochara sp.

## Paleofauna

### Invertebrados

#### Ostrácodos
- Ostracoda
  - Bisulcocypridea nyensis
  - Pseudocypridina longa

#### Moluscos
- Mollusca
  - Gastropoda
  - Lioplacodes sp.
    - Physidae
      - Physa sp

### Reptiles

#### Tortugas
- Testudines
- Testudines indet.

#### Cocodrilos
- Crocodylia
  - Crocodylidae
    - Pinacosuchus mantiensis

### Dinosaurios

#### Saurischia
- Sauropoda
  - Titanosauria
    - Saltasauridae
      - Alamosaurus sanjuanensis

- Theropoda
  - Coelurosauria
    - Tyrannosauridae
    - Tyrannosauridae indet.
      - Tyrannosaurus rex

#### Ornithischia
- Ornithopoda
  - Hadrosauridae
  - Hadrosauridae indet

- Marginocephalia
  - Ceratopsia
    - Ceratopsidae
    - Ceratopsidae indet.
    - Ceratopsinae
      - Torosaurus utahensis

- Cáscaras de Huevos

### Mamíferos

#### Multituberculados
- Multituberculata
- Multituberculata indet.
  - Paracimexomys Archibald
  - Cimolomyidae
    - Cimolomys sp.

  - Neoplagiaulacidae
    - Mesodma hensleighi

#### Monotremas
- Prototheria indet

#### Marsupiales
- Didelphimorphia
  - Alphadontidae
    - Alphadon sp.
    - Alphadon eatoni

  - Pediomyidae
    - Leptalestes sp.
    - Aletridelphys hatcheri

#### Placentarios
- Eutheria indet .